# Herb gminy Dźwierzuty
Herb gminy Dźwierzuty – jeden z symboli gminy Dźwierzuty.

## Wygląd i symbolika
Herb przedstawia na tarczy w polu zielonym między dwoma złotymi kłosami młyn nad złoto-błękitną falą. Dach młyna wykonany jest z szachulca, ponad falami umieszczono też czarne koło młyńskie.